# Болотные черепахи
Болотные черепахи (лат. Emys) — род черепах из семейства американских пресноводных (Emydidae).
Черепахи среднего размера, ведут водный образ жизни.
Род включает 2 вида:
- Emys orbicularis — европейская болотная черепаха
- Emys trinacris

Европейская болотная черепаха широко распространена в Европе, в западных районах Азии, в Северной Африке, обычный вид на территории западной части бывшего СССР. Вид Emys trinacris описан в 2005 году на Сицилии.
Род Emys включает более 140 современных видов черепах.
Питаются в основном животной пищей, которую предпочитают и в неволе. Согласно ЭСБЕ, умственные способности их выше, чем у других черепах, по крайней мере они обнаруживают бо́льшую хитрость и осторожность, а в неволе легче приручаются. Зиму они проводят в оцепенении, зарывшись в землю, а в жарких странах они таким же образом проводят засушливое время года.